# Escobar (film)
Escobar (Escobar: Paradise Lost) è un film del 2014 scritto e diretto da Andrea Di Stefano, con protagonisti Josh Hutcherson e Benicio del Toro, nei panni di Pablo Escobar.

## Trama
Due fratelli canadesi, Nick e Dylan, si trovano in Colombia e decidono di fermarsi in una cittadina vicino al mare per aprire una scuola di surf. Un giorno Nick incontra Maria, la nipote di Pablo Escobar, se ne innamora e, così, viene presentato a lui e agli altri familiari. Il ragazzo viene ben accolto ed invitato a lavorare presso la tenuta di "El Patrón" (soprannome con cui viene spesso chiamato Escobar), l'Hacienda, lasciando la scuola di surf ed il fratello Dylan, che non gradiva frequentare la famiglia di Escobar.
Pochi giorni prima, un gruppo di locali aveva intimato ai ragazzi canadesi il pagamento del pizzo per l'occupazione del suolo, oppure di andarsene, perché il luogo dove svolgono la loro attività è "cosa loro", ma Nick e Dylan non cedono al ricatto. Qualche giorno dopo, i balordi ricattatori incontrano Nick in un negozio, proprio mentre sta cercando un vestito per accompagnare Maria a casa dello zio Escobar. Il gruppo fa azzannare Nick dal loro cane. Per caso, in seguito, Escobar nota le sue ferite e il ragazzo gli racconta chi lo ha minacciato e, poco dopo, i balordi vengono trovati appesi al ramo di un albero e bruciati vivi.
Dylan ha sentito dire che sarebbero stati gli uomini di Escobar a commettere l'efferato eccidio e teme per suo fratello tutto preso dall'amore per Maria. Dylan riferisce la cosa a Nick, il quale decide di fuggire in Canada con Maria, Dylan, sua moglie ed il loro bambino, anche perché è in atto in Colombia una guerra combattuta dall'esercito di Escobar contro lo Stato. Però, poco prima della partenza, alla porta della casa di Nick e Maria suona il campanello: il seguace di Escobar, Drago, gli riferisce che "El Patrón" lo vuole vedere; in questo modo, Nick, Maria e suo fratello sono costretti a posticipare la fuga.
Una volta arrivati nel luogo d'incontro con Escobar, quest'ultimo rivela a sei dei suoi seguaci (tra i quali c'è anche Nick) che nei giorni successivi si consegnerà alle autorità, pertanto il suo tesoro e le sue ricchezze devono essere nascoste. Parte così una spedizione per portare in un luogo sicuro il tesoro, il quale è stato diviso in parti uguali tra i sei seguaci. Al momento della partenza della spedizione, Pablo spiega a Nick che, una volta arrivato ad una città chiamata Ituango, dovrà sostare di fronte a una chiesa ed aspettare un contadino, che sarà la sua guida per nascondere la parte di tesoro a lui assegnata e che, finito il lavoro, Nick dovrà ucciderlo per mantenere il segreto sulla localizzazione del nascondiglio.
Giunto ad Ituango, al posto del contadino si presenta suo figlio, un quindicenne, perché il padre si è rotto una gamba. Nick, turbato dal fatto di dover uccidere il ragazzo, procede col piano, e una volta nascosto il tesoro si accinge a ucciderlo, ma non avendo il coraggio di sparargli inventa un piano di fuga per salvargli la vita e quella della sua famiglia. Una volta tornati a Ituango però, si accorge che, nei pressi della casa del ragazzo, vi sono i sicari di Escobar; mentre il ragazzo corre ad avvisare la sua famiglia dell'improvvisa partenza, Nick telefona a Maria e scopre che tutti gli altri seguaci sono stati brutalmente assassinati, tranne Drago che si trova anch'egli a Ituango per ucciderlo.
Una volta che il ragazzo arriva a casa, scopre che i suoi familiari sono stati assassinati da Drago, il quale, dopo aver ucciso anche il ragazzo, incomincia a cercare Nick per tutta la zona circostante con l'obiettivo di eliminarlo, aiutato in questo da una polizia in buona parte al soldo di Escobar stesso. Nick passa tutto il resto del giorno nascosto all'interno della sua macchina, per poi rubare una macchina della polizia e fuggire dalla città. Dopo essersi allontanato dalla città, Nick sosta in una stazione di servizio, dove scopre che suo fratello è stato ucciso dai sicari di Escobar, insieme alla moglie ed al figlio di pochi anni.
Nella stazione di servizio sopraggiunge anche Drago insieme ad un tirapiedi, i quali, dopo una sparatoria con Nick, vengono ambedue uccisi da quest'ultimo. Nick scappa con l'automobile di Drago e si rifugia in una chiesa dove aspetta l'arrivo di Maria la quale, vedendo la sua ferita, esce chiedendo disperatamente aiuto nell'ambasciata canadese posta di fronte alla chiesa, ma inutilmente. Nick muore seduto sulla panca della chiesa. Le ultime scene sono un flashback della sua vita, prima dell'incontro con Pablo Escobar, nel momento in cui assieme al fratello era giunto in Colombia per aprire la scuola di surf.

## Produzione
Il budget del film è stato di circa 3,6 milioni di dollari.

### Riprese
Le riprese iniziano nell'aprile del 2013 e si svolgono nello stato di Panama, nelle province di Bocas del Toro e Chiriquí.

## Distribuzione
Il primo trailer del film viene diffuso il 15 luglio 2014 insieme al poster ufficiale. Venne presentato in anteprima il 6 settembre 2014 al Toronto International Film Festival, poi distribuito nelle sale cinematografiche statunitensi il 26 novembre 2014 ed in quelle francesi a partire dal 5 novembre 2014. In Italia arriva a partire dal 25 agosto 2016.

## Accoglienza

### Incassi
Al suo primo weekend di programmazione, il film si è posizionato quarto nel box office italiano, con un incasso di circa 255000 €.

### Critica
Il film ha ricevuto critiche tiepide; sul sito Rotten Tomatoes ha in indice di gradimento del 55%, con una media voto di 5.5/10, basato su 50 recensioni professionali.

## Riconoscimenti
- 2014 - Festival internazionale del film di Roma
  - Miglior opera prima a Andrea Di Stefano
  - Miglior fotografia a Luis David Sansans
- 2015 - Platino Ibero-American Film Awards[9]
  - Candidatura per il miglior attore a Benicio del Toro